# Burhafe
Burhafe is een dorp in het Landkreis Wittmund in de Duitse deelstaat Nedersaksen. Bestuurlijk is het dorp onderdeel van de stad Wittmund. Het dorp ligt, enkele kilometers ten west-noordwesten van de stad Wittmund, op een uitloper van de als geest aangeduide zandige grond in het Harlingerland.
Tot het dorp behoren talrijke gehuchten, waarvan sommige slechts uit één of twee boerderijen bestaan. Dit zijn:
Abens, Ahlsforde, Barkhausen, Bassens, Butterburg, Falster, Feldstrich, Fluß, Hammrichhausen, Hauenhausen, Heidrige, Hieskebarg, Jackstede, Kattrepel, Kippens, Lavey, Menkenfeld, Mullbarg, Negenbargen, Negenbarger Feldstrich, Oldehusen, Oldendorf, Ovelgönne, Poggenburg, Struckhusen, Tempel, Upstede, Warnsath, Warnsather Feldstrich en Wienstede.
De kern van Burhafe is de warft met daarop de dorpskerk. De huidige kerk dateert uit 1820, maar heeft meerdere voorgangers gehad. In de elfde eeuw zou er al een houten kerk hebben gestaan, gevolgd door een gebouw in tufsteen, dat aan het einde van de dertiende eeuw plaats maakte voor een bakstenen gebouw. Burhafe was in de vroege zestiende eeuw een van de eerste parochies in het Harlingerland die overging naar de lutherse leer.
Burhafe heeft een stationnetje aan de lokale spoorlijn Wilhelmshaven-Sande-Schortens-Jever-Wittmund-Burhafe-Esens v.v., de onder Ostfriesische Küstenbahn nader beschreven Spoorlijn Emden - Jever. Ieder uur stopt er een stoptrein. Het stationnetje ligt ten noorden van de dorpskern.
Hoewel in oude Nederlandse geschriften de plaatsnaam Boerhave gespeld wordt, komt de beroemde natuurkundige Herman Boerhaave niet voort uit een hiervandaan afkomstige familie. Dit geldt ook voor Burhave in de gemeente Butjadingen.